# Walentin Felixowitsch Woino-Jassenezki
Walentin Felixowitsch Woino-Jassenezki (russisch Валентин Феликсович Войно-Ясенецкий; * 27. Apriljul. / 9. Mai 1877greg. in Kertsch; † 11. Juni 1961 in Simferopol, auch bekannt als Hl. Luka, Hl. Lukas oder Lukas der Bekenner) war Erzbischof von Simferopol und Krim und Bischof von Taschkent und ist ein Heiliger der Russisch-orthodoxen Kirche.

## Leben
Er entstammte einer Adelsfamilie polnischer Herkunft, studierte Medizin an der medizinischen Fakultät der St.-Wladimir-Universität in Kiew und arbeitete von 1903 an als Landarzt in einem Krankenhaus am Baikalsee. Dort heiratete er und bekam vier Kinder. 1917 wurde er Chefarzt eines großen Krankenhauses in Taschkent, wo er auch als Professor für Chirurgie an der Universität lehrte. Sein Engagement gegen die Christenverfolgung in der Sowjetunion brachte ihm bald Probleme ein. Dennoch wurde er im Laufe des Jahres 1923 Mönch und am 8. Mai desselben Jahres im Gebiet von Samarkand heimlich zum Bischof geweiht.

## Verfolgung
Zehn Tage nach seiner Rückkehr nach Taschkent wurde er von der GPU verhaftet; die Anklage lautete auf anti-revolutionäre Umtriebe und Spionage zugunsten Großbritanniens. Die zwei Jahre seiner Verbannung verbrachte er in Turuchansk, wo er in einem Krankenhaus als Chirurg tätig war. Nach weiterer Verschickung in verschiedene Weiler am Rande des Nordpolar-Meeres wurde er im Frühjahr 1924 wieder nach Turuchansk gerufen, da man dort einen Chirurgen brauchte. 1926 durfte er nach Taschkent zurückkehren.
1930 wurde er erneut verhaftet; diesmal mit der Begründung, er habe Beihilfe zur Ermordung des Professors Michailowski geleistet. Die Bitte der Witwe Michailowskis, ihren Mann in der Kirche zu bestatten, nahmen die Behörden zum Anlass, „wobei sie als Motiv seiner angeblichen Mordbeihilfe angaben, er habe aus religiösen Fanatismus verhindern wollen, dass der Professor mit Hilfe der materialistischen Wissenschaft einen Toten erwecke“. Die folgende Zeit verbrachte er wiederum in Gefängnissen und in Verbannung.
Anfang der 1930er Jahre ließ er sich in Leningrad wegen eines Tumors behandeln. Eine Vision, die er während eines Gottesdienstes erlebte, rief ihm die Verpflichtung im Dienst der Kirche ins Gedächtnis.
Bald darauf wurde er erneut nach Moskau beordert, wo man ihm nach neuerlichen Verhören das Angebot machte, seine wissenschaftlichen Arbeiten über Lokalanästhesie und die chirurgische Behandlung eiternder Wunden fortsetzen zu dürfen – allerdings unter Voraussetzung der Aufgabe der Priesterschaft, was er ablehnte. 1933 wurde er entlassen und kehrte nach Taschkent zurück, wo er in einem kleinen Krankenhaus arbeitete. 1934 erschien sein Werk über die chirurgische Behandlung eiternder Wunden, für die er später einen Stalinpreis erhielt.
Obwohl an einer Tropenkrankheit leidend, die eine Ablösung der Netzhaut bewirkte, setzte er seine chirurgische Tätigkeit bis 1937 fort. Im Zuge der sich verschärfenden Kirchenverfolgung wurde er, zusammen mit dem Erzbischof von Taschkent und anderen Klerikern, verhaftet. Man beschuldigte ihn, er habe eine antirevolutionäre Organisation gegründet, und unterwarf ihn einem ununterbrochenen Verhör, das 13 Tage und Nächte dauerte. Nach weiteren Verhören und Foltern unterschrieb er ein Geständnis und wurde Anfang 1940 zum dritten Mal nach Sibirien verbannt, diesmal in die Gegend von Krasnojarsk. In Tomsk setzte er seine Forschungen fort.
Mit Beginn des Kriegs gegen Deutschland wurde er zum Chefarzt des Krankenhauses von Krasnojarsk ernannt, mit Verantwortung für alle Lazarette in der Umgebung. In der Folgezeit wurde er mit dem Patriotischen Orden ausgezeichnet und in den Rang eines Erzbischofs erhoben. 1943 nahm er an einem Konzil teil, das Sergij zum Patriarchen wählte, und wurde zum Mitglied der permanenten Synode des Patriarchats ernannt. Insgesamt hielt er über 1250 Predigten, von denen 700 aufgezeichnet wurden und, in 12 Bänden gesammelt, in Russland herausgegeben wurden.
1944 wurde das Krankenhaus von Krasnojarsk nach Tambow verlegt, wo er auch die Leitung der dortigen Eparchie übernahm. 1946 wurde er auf die Halbinsel Krim versetzt und zum Bischof von Simferopol ernannt. Aufgrund von Krankheit musste er seine Tätigkeit als Chirurg einstellen, hatte aber weiterhin beratende Aufgaben inne. 1956 erblindete er vollständig, zelebrierte aber immer noch die Göttliche Liturgie und leitete die Diözese.
Er starb am 11. Juni 1961 und wurde unter großer Anteilnahme des Klerus und einer großen Volksmenge beigesetzt. Sein Grab wurde bald zur Pilgerstätte; es sollen sich dort viele Wunder ereignet haben. In der Sowjetunion hieß es offiziell, es gäbe über ihn keine Literatur.